# Guaruba
A ararajuba ou guaruba (Guaruba guarouba ou Aratinga guarouba), também chamada de ararajuba, é uma ave psitaciforme endêmica do norte do Brasil, ameaçada de extinção. As aves chegam a medir até 35 centímetros de comprimento, possuindo uma plumagem amarelo-ouro com rêmiges verdes. Seus hábitos e ciclos de vida em estado selvagem ainda são pouco conhecidos, mas já foi obtida com sucesso sua reprodução em cativeiro. A população total não deve passar dos três mil indivíduos, e está em declínio, ameaçada pela destruição das florestas onde vive, e pela caça ilegal. Sua área de ocorrência diminuiu em 40% em relação à original.

## Etimologia e denominação popular
"Ararajuba" vem do termo tupi para "arara amarela", araraîuba. "Aiurujuba" e "ajurujuba" vêm do termo tupi para "papagaio amarelo", aîuruîuba. Possui muitos outros nomes populares, como aiurujuba, guarajuba, marajuba, tanajuba, ajurujuba, ajurujubacanga, guamba, guarujuba, papagaio-imperial.
O nome ararajuba foi selecionado como nome vernáculo técnico para a espécie Guaruba guarouba pelo Comitê Brasileiro de Registros Ornitológicos (CBRO) em 2021.

## Descrição e taxonomia
A guaruba é uma ave vistosa, caracterizando-se por ter a plumagem inteiramente de um amarelo brilhante, salvo as pontas das asas, coloridas de verde-oliva. Não existe dimorfismo sexual. Tem cerca de 34 cm de comprimento.
Sua situação taxonômica é polêmica e incerta. A espécie foi descrita pela primeira vez como Aratinga guarouba por Gmelin, em 1788, mas já foi colocada nos gêneros Aratinga, Conurus e Psittacus. É relativamente isolada e não tem parentes próximos. Sua maior afinidade está com o maracanã-nobre (Diopsittaca nobilis). Em 1993, Slick, argumentando que algumas de suas características não se encontram em outras espécies do gênero Aratinga, propôs que fosse reclassificada como Guaruba garouba. Poucos estudos têm sido feitos com esta espécie, e o conhecimento atual sobre ela é muito imperfeito.

## Ocorrência e ameaças
Espécie endêmica do Brasil, seu território é pequeno e se confina à área entre o oeste do Maranhão, sudeste do Amazonas e nordeste do Pará. Recentemente foram avistados indivíduos em Rondônia e no centro-norte do Mato Grosso. A região mais importante está no Pará, entre o rio Tocantins e o baixo Xingu. Segundo Snyder, as populações parecem ser bastante móveis, sendo impossível prever sua localização dentro de sua área de distribuição, mas Silveira & Belmonte, e Laranjeiras, localizaram grupos de residência fixa.
A população total provavelmente nunca foi grande, mas hoje é com certeza pequena, estimada em apenas mil a três mil indivíduos, e está em declínio. A IUCN a classifica como espécie em perigo.
A guaruba é ameaçada principalmente pela destruição de seu habitat, com suas áreas principais de ocorrência estando em regiões de conflitos pela posse da terra e de exploração madeireira, no chamado "arco do desmatamento" da Amazônia, complicando sua preservação. E apesar de protegida pela lei a espécie também sofre com a caça ilegal, tanto para o comércio, como por esporte e como para alimentação. Se não forem realizadas ações de conservação em caráter urgente a espécie possivelmente será extinta dentro em breve. Somente uma população é razoavelmente protegida, a que habita a Floresta Nacional do Tapajós e a Reserva Biológica do Gurupi no Maranhão, mas as outras estão sob pressão constante. Sua conservação também é prejudicada pela falta de conhecimento sobre muitos aspectos básicos de sua história natural, biologia e ecologia.
A Ararajuba não foi extinta no Maranhão podendo ser encontrada na Reserva Biológica do Gurupi, podendo ser vista pela vasto arquivos de fotos do  ICMBio na área.

## Biologia e ecologia
Pouco se sabe sobre seus hábitos no estado selvagem. Os registros de observação a encontraram em regiões de contato entre a floresta ombrófila densa submontana e a floresta ombrófila densa de terras baixas, ocorrendo em altitudes medianas entre a planície amazônica e os altos do planalto central. Reúnem-se em grupos de até quarenta indivíduos, divididos em bandos menores de tamanhos variáveis que pernoitam em ninhos separados. Durante a estação chuvosa e o período de nidificação os bandos tendem a ser menores. Enquanto algumas forrageiam e realizam outras atividades nos estratos inferiores, alguns indivíduos se colocam sobre as árvores emergentes da copa florestal, atuando como sentinelas. Passam o período mais quente do dia em repouso, sob a sombra de uma grande árvore. Já foi vista se alimentando de frutas, flores, brotos ou sementes de caju, açaí, anani e especialmente murici, entre outras espécies vegetais, mas não parece ser especializada neles.

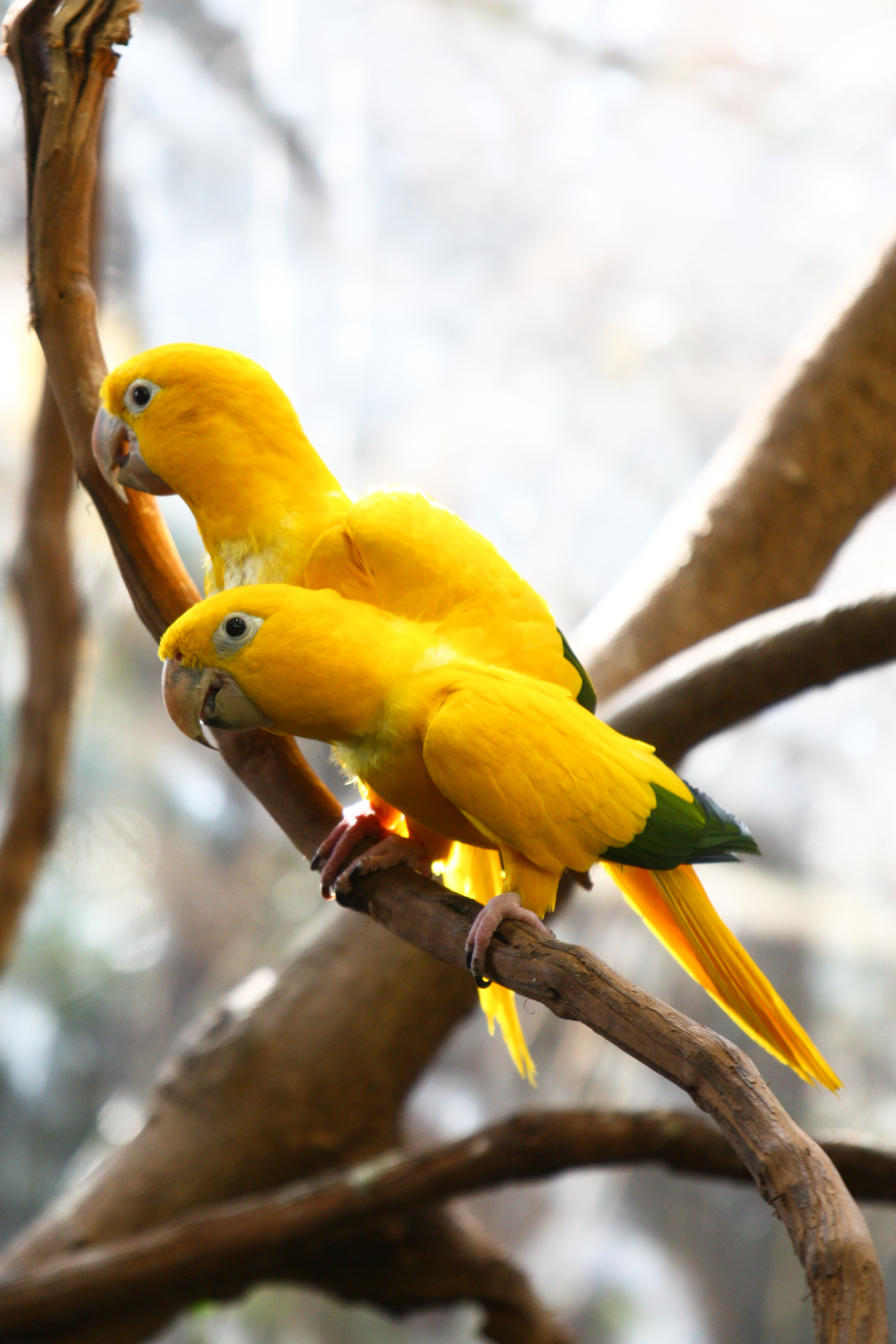

A corte entre os casais envolve o penteamento mútuo da plumagem. A cópula dura cerca de dois minutos, e em seguida o casal se dedica a explorar a região objetivando encontrar um bom lugar para o ninho. A árvore eleita geralmente pertence a um pequeno grupo ilhado em uma clareira da floresta densa, podendo ser de várias espécies, incluindo a itaúba (Mezilaurus itauba), o ipê-branco (Tabebuia roseoalba) e a muiricatiara (Astronium lecointei). Seus ninhos são ocos escavados nessas árvores, estejam vivas ou mortas, geralmente a 15–30 m de altura. O vestíbulo do ninho é um túnel que penetra fundamente na árvore, abrindo-se no fim em uma câmara de postura que pode estar numa profundidade de mais de 2 m. O ninho é continuamente escavado pelos pais e pode ter várias entradas. É possível que essa profundidade incomum seja uma defesa contra predadores. Esse modo de nidificação especializado restringe as suas possibilidades para árvores idosas, grossas e de elevado porte - de 40 a 50 m de altura, com mais de 110 cm de diâmetro na altura do peito - mas essas mesmas árvores majestosas e antigas são os alvos preferenciais da indústria madeireira, que devasta a região onde as guarubas vivem.
A postura e choco se faz entre novembro-dezembro e abril, mas pode variar regionalmente na dependência das chuvas. A fêmea põe em geral de três a quatro ovos, mas aparentemente os ninhos são coletivos e a postura e eclosão se dão de forma assíncrona. Já foi encontrado um ninho com 14 pintos, mas o sucesso reprodutivo é baixo. O grupo alimenta os que chocam. Ao contrário do hábito entre os psitacídeos em geral, outros indivíduos do bando, além do casal, também colaboram no cuidado da prole recém-nascida. Os adultos se aproximam do ninho de manhã cedo, logo após as 6h, sempre vocalizando. Isso de imediato alerta as crias, que se aproximam da entrada e também passam a vocalizar. Então os adultos descem do alto das copas para alimentar a ninhada, o que acontece oito vezes por dia. Os filhotes também vão à entrada do ninho outras vezes apenas para observar os arredores, mas sempre em presença do grupo, que se dedica então a outras atividades, como penteamento da plumagem, acrobacias nos galhos, lutas simuladas, vocalizações e interação com parceiros. Cada visita dura cerca de 35 minutos. Em alguns grupos os adultos pernoitam com os filhotes, enquanto que em outros eles são deixados sozinhos, indo o grupo dormir em outro ninho em uma árvore próxima. A saída do ninho das crias e seus primeiros voos são supervisionados pelos adultos. Os jovens são alimentados por algum tempo pelo grupo.
O grupo é internamente muito sociável e cooperativo, mas também é muito territorial, expulsando muitas espécies de aves de sua área de nidificação, incluindo rapineiros, tucanos e outros papagaios, usando técnicas agressivas de ataque e intensa vocalização. Por outro lado, toleram a presença de Picidae, Passeriformes, uma coruja (Strix virgata) e morcegos nas árvores em que nidificam. Seus principais inimigos são os tucanos Ramphastos tucanus e Ramphastos vitellinus, macacos, iraras e serpentes, que predam ovos e filhotes. A Ara macao pode expulsar a guaruba de seus ninhos e o Falco rufigularis e outros rapineiros podem expulsá-las de seus locais de repouso e alimentação.

### Cativeiro

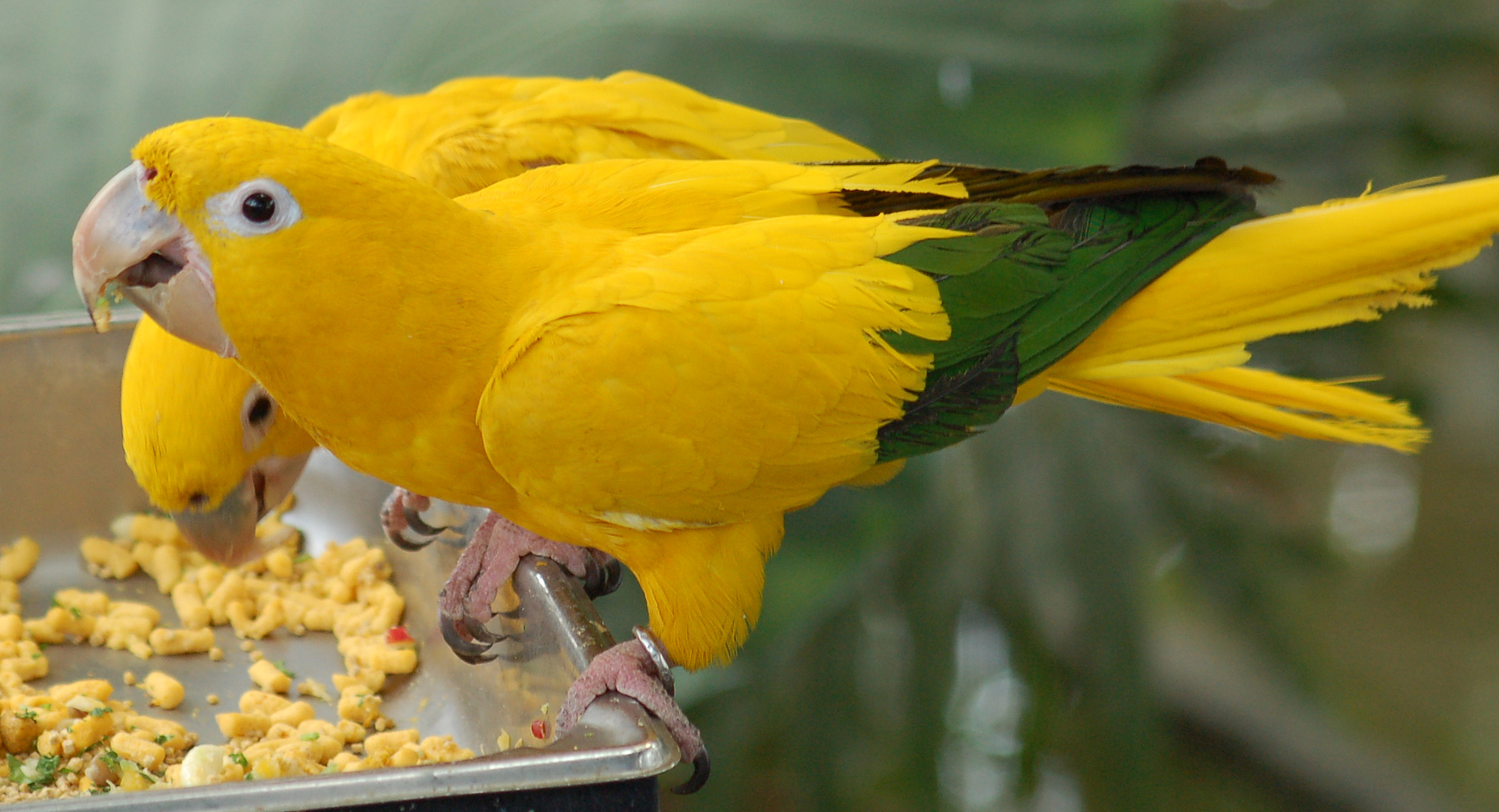

Os primeiros registros sobre a espécie foram deixados no século XVII, e foi citada por muitos viajantes e exploradores dos séculos seguintes. Era e é popular entre os indígenas, e até hoje serve como moeda de troca entre algumas tribos. Também é muito cobiçada no mercado nacional e internacional como animal de estimação, sendo dócil, sociável, afetuosa e "conversadora", e desde 1939 é tentada sua criação em cativeiro, muitas vezes bem sucedida. Porém, ela se revela custosa e difícil, a ave exige boas instalações e grande atenção, está sujeita a doenças e alterações de comportamento que podem incluir automutilação, e não é recomendada para amadores.
Em cativeiro costuma fazer uma postura de três a quatro ovos entre outubro e março. Quando os filhotes são removidos para criação humana o casal pode realizar outras posturas. A maturidade sexual acontece entre os três e quatro anos de idade, e sua vida pode se estender até uma média de vinte a trinta anos.